# در ستایش نامادری

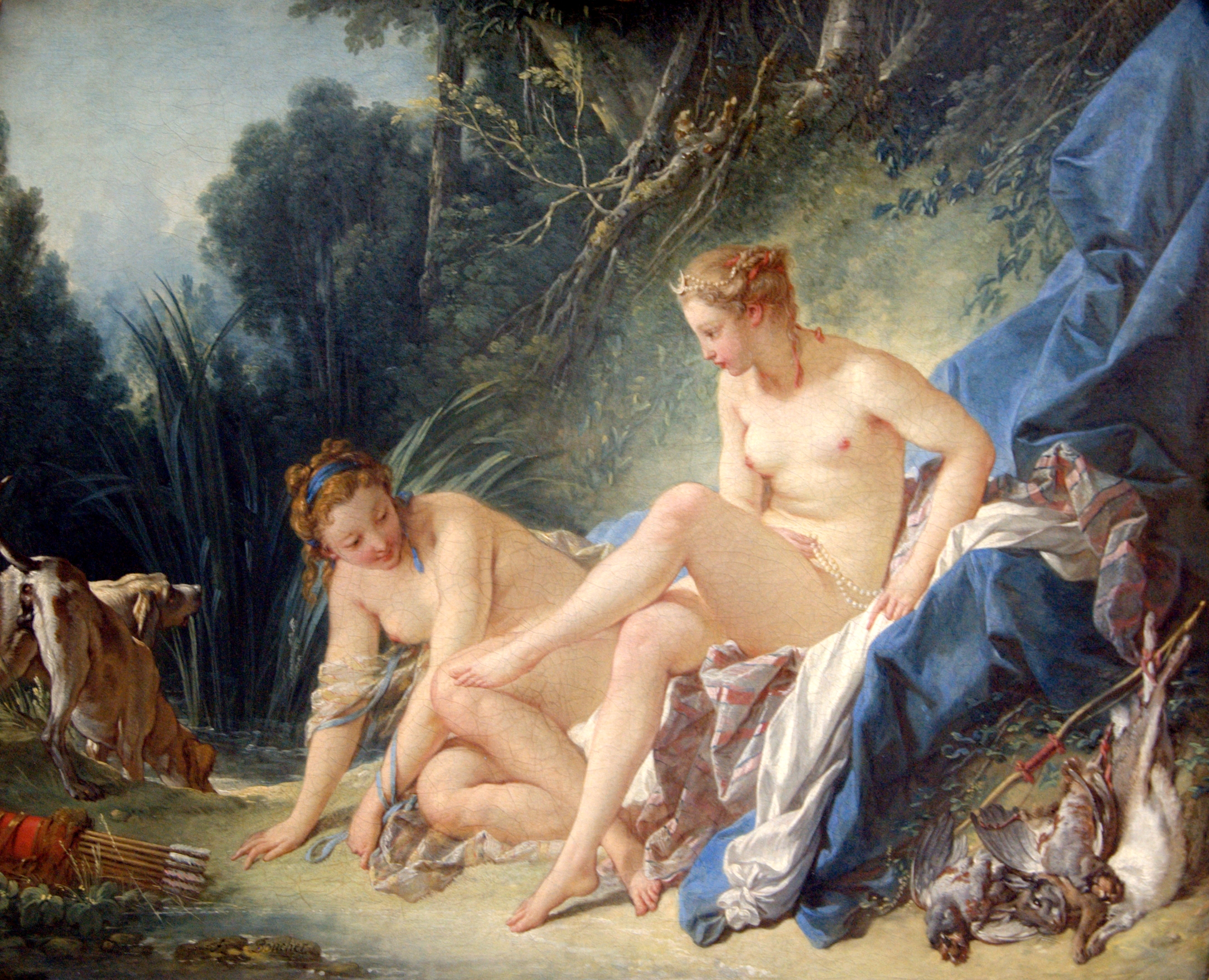
یکی از نقاشی‌های کتاب اثر فرانسوا بوشه، ۱۷۴۲

در ستایش نامادری (به اسپانیایی: Elogio de la madastra) رمان کوتاهی اروتیک از ماریو بارگاس یوسا نویسنده پرویی است. این کتاب در سال ۱۹۸۸ منتشر شد و زندگی زوجی را روایت می‌کند که تخیلات جنسی و شهوانی آن‌ها در مرز اخلاقیات پیش می‌رود.
یوسا در این کتاب شیوه نوینی را به کار گرفته که از دیگر آثار اروتیک و سکسی کاملاً متمایز است. نخست اینکه چندین تابلو نقاشی از آثار فرناندو د سیسلسو، فرا آنجلیکو، تیسین وچلیو، یاکوب یوردانس، فرانسیس بیکن و فرانسوا بوشه در کتاب به تصویر کشیده شده و در مورد آن‌ها شرح داده می‌شود تا فاصله میان تخیل و واقعیت مشخص شود. بخش‌هایی از رمان در فضای اسطوره‌های یونانی سیر می‌کند. بخش‌هایی از داستان لحنی طنزآمیز دارند و پیچیدگی داستان آن را تا حدی شبیه به رمان‌های پلیسی-جنایی می‌کند.

## شخصیت‌ها
داستان سه شخصیت اصلی دارد:
- دونا لوکرسیا نامادری احساساتی چهل ساله
- دو ریگوبرتو پدر
- آلفونسیتو، پسر زودبالغ